# HD 51733
HD 51733，又名CD-24 4648，SAO 172644、HR 2607，是一颗恒星，视星等为5.46，位于銀經235.73，銀緯-9.7，其B1900.0坐标为赤經6h 53m 26.3s，赤緯-24° -9.7′ 0″。